# Gnathothlibus heliodes
Gnathothlibus heliodes é uma mariposa da família Sphingidae. É conhecida a partir da Papua Nova Guiné e em algumas ilhas adjacentes.